# Paul Haag
Paul Haag (* 20. Mai 1942 in Basel; † 25. Mai 2022) war ein Schweizer Jazzmusiker (Posaune, Alphorn).
Haag nahm ab 1956 privaten Posaunenunterricht und gehörte ab 1958 zur Basler Jazzszene. Er spielte zunächst mit den „Savannah Junk Men“ und war ab 1969 Mitglied der „Mani Planzer Big Band“. Zwischen 1972 und 1978 wirkte er in der weit über die Landesgrenzen hinaus bekannten Free/Fusion-Band „MAGOG“ (mit Hans Kennel, Andy Scherrer, Klaus Koenig, Peter Frei und Peter Schmidlin). Anschliessend war er Mitglied der „Mellow-Brass“-Band. In Hans Kennels Gruppen „Alpine Experience“ und „Mytha“ war er auf dem Alphorn und anderen Naturhörnern zu hören. Als Posaunist, Alphornbläser und Sänger tourte er 2003 mit dem „Tien Shan Schweiz Express“ durch Zentralasien und die Mongolei. Haag gründete auch die Band „Twobones“, in der er mit dem zweiten Posaunisten Danilo Moccia, Dado Moroni, Isla Eckinger und Peter Schmidlin arbeitete und mit der er sechs Alben veröffentlichte. Zuletzt spielte er neben "Twobones" in einem konventionell besetzten Quintett mit Saxophonist Roland von Flüe und Heiri Känzig.